# Aedia rufimixta
Aedia rufimixta är en fjärilsart som beskrevs av W. Warren 1913. Aedia rufimixta ingår i släktet Aedia och familjen nattflyn. Inga underarter finns listade i Catalogue of Life.